# Pedro Rodríguez (autóversenyző)
Pedro Rodríguez (teljes nevén Pedro Rodríguez de la Vega, Mexikóváros, Mexikó, 1940. január 18. – Nürnberg, Németország, 1971. július 11.) mexikói autóversenyző, Formula–1-es pilóta volt. Öccse, Ricardo Rodríguez szintén autóversenyző volt.

## Élete
Pedro és öccse, Ricardo gazdag édesapjuktól örökölték a nagy teljesítményű autók szeretetét. Európában az 1960-as Le Mans-i 24 órás versenyen mutatkoztak be egy Ferrarival, és kis híján győzni tudtak. Miközben Ricardo útja a Ferrari Formula–1-es gyári csapatába vezetett, addig Pedro karrierje lassabban ívelt felfelé. Csak 1967-ben kapott szerződést a Coopertől. Megbízható kocsijának köszönhetően az első futamot meg is nyerte csapatának. Őt tartották az esőben megrendezett versenyek legnagyobb specialistájának és a világ egyik legjobb sportkocsiversenyzőjének is. Egy a nürnbergi Norisringen tartott Interserie versenyen, amikor kockáztatott és az élre akart törni, egy lassabb kocsi a falhoz szorította. Ferrarija kigyulladt, és nem sokkal azután, hogy kiszabadították a roncsok közül, meghalt.

## Teljes Formula–1-es eredménysorozata
| Év   | Csapat      | 1      | 2      | 3      | 4     | 5      | 6      | 7      | 8      | 9      | 10     | 11     | 12    | 13    | Helyezés | Pont |
| ---- | ----------- | ------ | ------ | ------ | ----- | ------ | ------ | ------ | ------ | ------ | ------ | ------ | ----- | ----- | -------- | ---- |
| 1963 | Lotus       | MON    | BEL    | NED    | FRA   | GBR    | GER    | ITA    | USA Ki | MEX Ki | RSA    |        |       |       | –        | 0    |
| 1964 | NART        | MON    | NED    | BEL    | FRA   | GBR    | GER    | AUT    | ITA    | USA    | MEX 6  |        |       |       | 22.      | 1    |
| 1965 | NART        | RSA    | MON    | BEL    | FRA   | GBR    | NED    | GER    | ITA    | USA 5  | MEX 7  |        |       |       | 14.      | 2    |
| 1966 | Lotus       | MON    | BEL    | FRA Ki | GBR   | NED    | GER    | ITA    | USA Ki | MEX Ki |        |        |       |       | –        | 0    |
| 1967 | Cooper      | RSA 1  | MON 5  | NED Ki | BEL 9 | FRA 6  | GBR 5  | GER 8  | CAN    | ITA    | USA    | MEX 6  |       |       | 6.       | 15   |
| 1968 | BRM         | RSA Ki | ESP Ki | MON Ki | BEL 2 | NED 3  | FRA Hn | GBR Ki | GER 6  | ITA Ki | CAN 3  | USA Ki | MEX 4 |       | 6.       | 18   |
| 1969 | Reg Parnell | RSA Ki | ESP Ki | MON Ki | NED   | FRA    |        |        |        |        |        |        |       |       | 14.      | 3    |
| 1969 | Ferrari     |        |        |        |       |        | GBR Ki | GER    | ITA 6  |        |        |        |       |       | 14.      | 3    |
| 1969 | NART        |        |        |        |       |        |        |        |        | CAN Ki | USA 5  | MEX 7  |       |       | 14.      | 3    |
| 1970 | BRM         | RSA 9  | ESP Vi | MON 6  | BEL 1 | NED 10 | FRA Ki | GBR Ki | GER Ki | AUT 4  | ITA Ki | CAN 4  | USA 2 | MEX 6 | 7.       | 23   |
| 1971 | BRM         | RSA Ki | ESP 4  | MON 9  | NED 2 | FRA Ki | GBR    | GER    | AUT    | ITA    | CAN    | USA    |       |       | 10.      | 9    |

## Fordítás
- Ez a szócikk részben vagy egészben  a   Pedro Rodríguez (racing driver) című angol Wikipédia-szócikk fordításán alapul.  Az eredeti cikk szerkesztőit annak laptörténete sorolja fel. Ez a jelzés csupán a megfogalmazás eredetét és a szerzői jogokat jelzi, nem szolgál a cikkben szereplő információk forrásmegjelöléseként.